# Anomala afghana
Anomala afghana är en skalbaggsart som beskrevs av Vladimir Balthasar 1968. Anomala afghana ingår i släktet Anomala och familjen Rutelidae. Inga underarter finns listade i Catalogue of Life.